# Elaeocarpus brigittae
Elaeocarpus brigittae är en tvåhjärtbladig växtart som beskrevs av M.J.E. Coode. Elaeocarpus brigittae ingår i släktet Elaeocarpus och familjen Elaeocarpaceae. Inga underarter finns listade i Catalogue of Life.